# Реускула
Ре́ускула (фин. Reuskula) — посёлок в составе Хаапалампинского сельского поселения Сортавальского района Республики Карелия.

## Общие сведения
Расположен на западном берегу озера Ахвенъярви, на автодороге Сортавала — Лахденпохья.
Через посёлок проходит ежегодный этап чемпионата России по авторалли «Белые ночи».

## Население
| 2002 | 2009 | 2010 | 2013 |
| ---- | ---- | ---- | ---- |
| 24   | ↗36  | ↘31  | ↘30  |